# ناوشکن کلاس لییون
دیسترویر کلاس لییون (به انگلیسی: Leone-class destroyer) یک کلاس از کشتی است که طول آن ۱۱۳٫۴ متر (۳۷۲ فوت ۱ اینچ) می‌باشد.